# فرودگاه پیترزبورگ/سیبون
فرودگاه پیترزبورگ/سیبون (به انگلیسی: Peterborough/Sibson Airport) (به زبان بومی: Sibson Aerodrome) یک فرودگاه خصوصی است که یک باند فرود چمن دارد و طول باند آن ۹۳۵ متر است. این فرودگاه در کشور انگلستان قرار دارد و در ارتفاع ۴۰ متری از سطح دریا واقع شده است.